# Rolf Back
Rolf Erik Vilhelm Back (* 13. Mai 1928 in Helsinki; † 6. August 2009 in Porvoo) war ein finnischer Leichtathlet.
Rolf Back trat insgesamt bei 14 Veranstaltungen mit der finnischen Nationalmannschaft an. Bei den Europameisterschaften 1950 in Brüssel schied er als Vierter seines Halbfinallaufes über 400 Meter in 49,2 Sekunden aus. Die finnische 4-mal-400-Meter-Staffel in der Besetzung Jaakko Suikkari, Lennart Lindberg, Ragnar Graeffe und Rolf Back belegte in 3:16,6 Minuten den sechsten Platz im Finale. Bei den Olympischen Spielen 1952 in seiner Heimatstadt Helsinki schied Back im Viertelfinale aus. Die finnische Staffel kam im Vorlauf als Sechste ins Ziel und verpasste so den Einzug ins Finale deutlich. Bei den Europameisterschaften 1954 in Bern erreichte Back auf der Einzelstrecke das Halbfinale. Die finnische Staffel mit Ragnar Graeffe, Ossi Mildh, Rolf Back und Voitto Hellsten stellte im Vorlauf in 3:11,3 Minuten einen neuen finnischen Rekord auf. Im Finale liefen die vier Finnen in 3:11,5 Minuten als Dritte hinter den Staffeln aus Frankreich und Deutschland ins Ziel.
1951 lief Back in 47,7 Sekunden finnischen Rekord über 400 Meter, die schnellste Zeit seiner Karriere. 1950, 1951, 1952 und 1954 war er finnischer Meister über 400 Meter. Bei einer Körpergröße von 1,85 Metern betrug sein Wettkampfgewicht etwa 70 Kilogramm.